# Hagonoy (Bulacan)
Hagonoy ist eine Stadtgemeinde in der philippinischen Provinz Bulacan. Die bedeutendste Bildungseinrichtung ist die Bulacan State University.

## Baranggays
Hagonoy ist in 26 Baranggays aufgeteilt:
| - Abulalas - Carillo - Iba - Iba-Ibayo - Mercado - Palapat - Pugad - Sagrada Familia - San Agustin - San Isidro - San Jose - San Juan - San Miguel | - San Nicolas - San Pablo - San Pascual - San Pedro - San Roque - San Sebastian - Santa Cruz - Santa Elena - Santa Monica - Santo Niño (Poblacion) - Santo Rosario - Tampok - Tibaguin |